# Кошелев, Родион Александрович
Родион (Иродион) Александрович Кошелев (1749—1827) — русский государственный деятель, дипломат, действительный тайный советник. Приближённый Александра I, влиятельный мистик и масон, вице-президент Российского библейского общества.
Член Государственного совета (с 1 января 1810 года), председатель комиссии Государственного совета, обер-гофмейстер (1809). Действительный тайный советник (1808), камергер.

## Семейные связи
Родился 31 мая (11 июня) 1749 года в семье статского советника Александра Родионовича Кошелева и его супруги Анастасии Егоровны, урождённой Еремеевой. Он приходится:
- правнуком воспитателю Екатерины I, основателю первой гимназии в Москве пастору Иоганну-Эрнсту Глюку (1652—1705);
- внуком шталмейстеру, генерал-поручику Родиону Михайловичу Кошелеву (ум. 1760);
- племянником воронежскому вице-губернатору Ивану Родионовичу Кошелеву;
- родным братом богатой московской барыне Дарье Александровне Валуевой;
- родным дядей мемуаристке Марии Аполлоновне Волковой;
- двоюродным братом губернатору Тобольской, Литовско-Виленской, Гродненской и Тамбовской губерний Дмитрию Родионовичу Кошелеву (после 1750—1815);
- двоюродным братом генерал-аншефу Александру Васильевичу Римскому-Корсакову (1729—1781), командиру В. Я. Мировича;
- двоюродным дядей писателю-славянофилу Александру Ивановичу Кошелеву (1806—1883);
- двоюродным дедом председателю комитета министров Российской империи Петру Александровичу Валуеву (1815—1890).

В браке с Варварой Ивановной Плещеевой (1756—1809), сестрой масона и мистика С. И. Плещеева, имел дочь Екатерину (1782—11.02.1796; от лихорадки) и сына Сергея, умершего в детстве.

## Биография
Получил домашнее образование. В 1759 году в возрасте 10 лет зачислен в лейб-гвардии Конный полк; 22 сентября 1769 года из вахмистров произведён в корнеты; затем последовательно произведён в подпоручики и поручики, назначен полковым адъютантом.
С января 1774 года — волонтёр в корпусе П. М. Голицына, действовавшем против войск Емельяна Пугачёва. Участвовал в боях в Прикамье, под Заинском, у села Пьяный Бор (ныне Красный Бор в Татарстане); 22 марта 1774 года при штурме Татищевой крепости, находясь в передовой штурмовой колонне, был ранен пулей в ногу. В письме от 26 марта главнокомандующий Бибиков сообщал:
Мы потеряли: 9 офицеров и 150 рядовых убито; 12 офицеров ранено и 150 рядовых. Вот какая была пирушка! А бедный мой Кошелев тяжело в ногу ранен; боюсь, чтоб не умер, хотя Голицын и пишет, что не опасно.

По излечении продолжил службу в корпусе, но в середине мая по собственной просьбе был отпущен в Петербург.
1 января 1777 года был произведён в чин ротмистра лейб-гвардии и уволен от службы по болезни (отличался слабым зрением, которое ухудшалось с годами).

### Гражданская служба
В 1784 году был назначен «кавалером» (воспитателем) к вел. князю Константину Павловичу, в 1787 году уволен.
Возвращение на службу состоялось уже при императоре Павле I: 30 апреля 1797 года Р. А. Кошелев был назначен чрезвычайным посланником и полномочным министром в Дании и находился на этой должности до 24 октября 1798 года. По возвращении из Дании 16 ноября был вновь уволен со службы.
Последнее возвращение на государственную службу состоялось в 1808 году. С конца 1808 года и до весны 1812 года он выполнял дипломатические поручения: был доверенным лицом российского императора в контактах с неофициальными представителями противостоящих Наполеону Центральной верховной хунты и Регентского совета Испании в Санкт-Петербурге.
С 18 апреля 1809 года — обер-гофмейстер императорского двора. В этот же день удостоен ордена Св. Александра Невского.
С 1 января 1810 года стал членом Государственного совета. Через несколько дней, 17 января стал первым председателем только что созданной Комиссии по принятию прошений Государственного совета (с оставлением в должности обер-гофмейстера). Окончательно уволен от службы 9 апреля 1818 года (с пенсионом в размере получаемого жалования). К концу жизни практически ослеп.

### Общественная деятельность
После ухода с военной службы под влиянием брата своей жены, мистика вице-адмирала С. И. Плещеева стал масоном. В 1786—1787 годах являлся членом ложи «Молчаливости» («Скромности»). Впоследствии, в 1806—1807 годах состоял в религиозно-мистическом обществе графа Тадеуша Лещица-Грабянки (которое также назвалось: «Народ Божий» и «Новый Израиль») в Санкт-Петербурге. Последняя группа собиралась в покоях цесаревича Константина Павловича или же в доме вдовы С. И. Плещеева.
Годы с 1787 по 1789 проводит в путешествии по Западной Европе. Там свёл знакомство с известными мистиками, пользовавшимися большим авторитетом в России — Сен-Мартеном (1743—1803), Эккартсгаузеном (1752—1803), Лафатером (1741—1801), Юнг-Штиллингом (1740—1817) и поддерживал с ними оживлённую переписку.
В 1811 году тесно сблизился с обер-прокурором князем А. Н. Голицыным. По свидетельству современника, «Кошелев управлял Голицыным, как дядька, и даже ездил вместе с ним на доклады к государю». Принято считать, что именно Р. А. Кошелев вовлёк как А. Н. Голицына, так и императора Александра I в мистицизм. Начиная с 1812 года между ними возник своего рода «мистический союз». Родион Александрович наряду с князем Голицыным стоял у истоков Российского библейского общества, выбравшего его своим вице-президентом.
Теневая деятельность Кошелева не укрылась от иерархов православной церкви, которые считали Кошелева источником пагубных, с их точки зрения, мистических влияний на императора. Особенно ополчался против «врага православия и злокозненного иллюмината» архимандрит Фотий, много лет спустя писавший:
Сей вельможа хитрый, пустосвят, лицемер, придворный ласкатель, прибрав к себе в руки министра духовных дел и народного просвещения князя Голицына, более всех в своё время сделал вреда и зла церкви православной и духовному сословию.
Даже отставка с государственных постов в 1818 году вовсе не прекратила дружеского общения Кошелева с Александром I. Император поселил Родиона Александровича с семьёй в Зимнем дворце и часто проводил вечера в глубокомысленных беседах и совместной молитве с ним и князем Голицыным. Р. А. Кошелев являлся первым читателем и редактором многих манифестов и речей Александра, их доброжелательным критиком (например, знаменитой речи 1818 года в Варшавском сейме, где России были обещаны «законно-свободные учреждения»).
Скончался в Санкт-Петербурге 26 ноября (8 декабря) 1827 года, похоронен на Лазаревском кладбище Александро-Невской лавры. На его могиле эпитафия:

Давно я ждал, мой Боже, ждал

Когда отпустишь Ты меня

От всех забот земных, сует

Отыти с миром в Твой покой!

И ныне отпустил меня

Ты грешного раба,

Искупленна безценной кровью Сына Твоего

Чему я верил, уповал

И, наконец, любя, моляся, ожидал

Твоей я воли совершенья.

Се ныне Ты и разрешил,

От плоти уз освободил

И дал узреть Твое спасенье.